# Fehérgyűrűs bogáncscincér
A fehérgyűrűs bogáncscincér (Agapanthia villosoviridescens) a cincérfélék családjába tartozó, Európában és Nyugat-Ázsiában, különféle kórókon élő bogárfaj. 

## Megjelenése
A fehérgyűrűs bogáncscincér testhossza 10-22 mm. Teste megnyúlt, sárgásfekete színű. Feje rézsútosan hátrafelé irányul. Megnyúlt összetett szemeinek felső része a csáp tövéhez simul. Hosszú csápjai fekete-fehéren gyűrűzöttek, a csápízek töve a fehéren gyűrűzött részeken is sötét, legfeljebb egészen a töve vöröses kissé. Alapszíne fémfényű fekete, de sűrű, molyhos, sárga szőrökkel fedett. A szárnyfedők hosszúak, oldalai párhuzamos vonalúak, végük külön-külön csúcsban végződik. Felszínükön a szőrözet márványos foltokat alkot. A pajzsocska (scutellum), az előtor hátának közepe és oldalai élénkebb sárgák. A fej és az előtor háta sűrűn, de nem nagyon durván pontozott, a szárnyfedők pontozása durvább, hátrafelé fokozatosan finomabb, helyenként összefolyó. 

## Elterjedése
Eurázsiában honos, a Brit-szigetektől egészen Nyugat-Szibériáig. Északon Skandináviáig hatol. Magyarországon elterjedt és gyakori. 

## Életmódja
Az imágók nappali állatok, április végétől szeptember elejéig aktívak. Többnyire a magas lágyszárú növények, kórók virágain sütkéreznek. Egyaránt megtalálhatók bogáncson, aszaton, ernyősvirágzatúakon, aggófüveken, sédkenderen, fekete ürmön vagy csalánon. A párzásra május-júniusban kerül sor a virágokon vagy a leveleken. A nőstény ezután lyukakat rág a kóró szárán, egy-egy (ritkán két) petét helyez bele, majd a nyílást a megrágott anyaggal lezárja. A petékből kb. egy hét múlva kelnek ki a lárvák, amelyek a szár üreges belsejében fejlődnek. Idővel teljesen kirágja a szár belsejét és a gyökereknél bebábozódik. Nyár végére 20 mm-esen már eléri a lárvaállapot végső stádiumát és a szár tövében vagy a gyökerek között rágott kamrában áttelel. Kora tavasszal még táplálkozik kis ideig, majd március végén bebábozódik. A báb mozgásképes, a járatban képes kissé föl-alá mászni. Kb. egy hónap múlva kikelnek az imágók, amelyek egy-két hétig még a bábkamrában maradnak. 

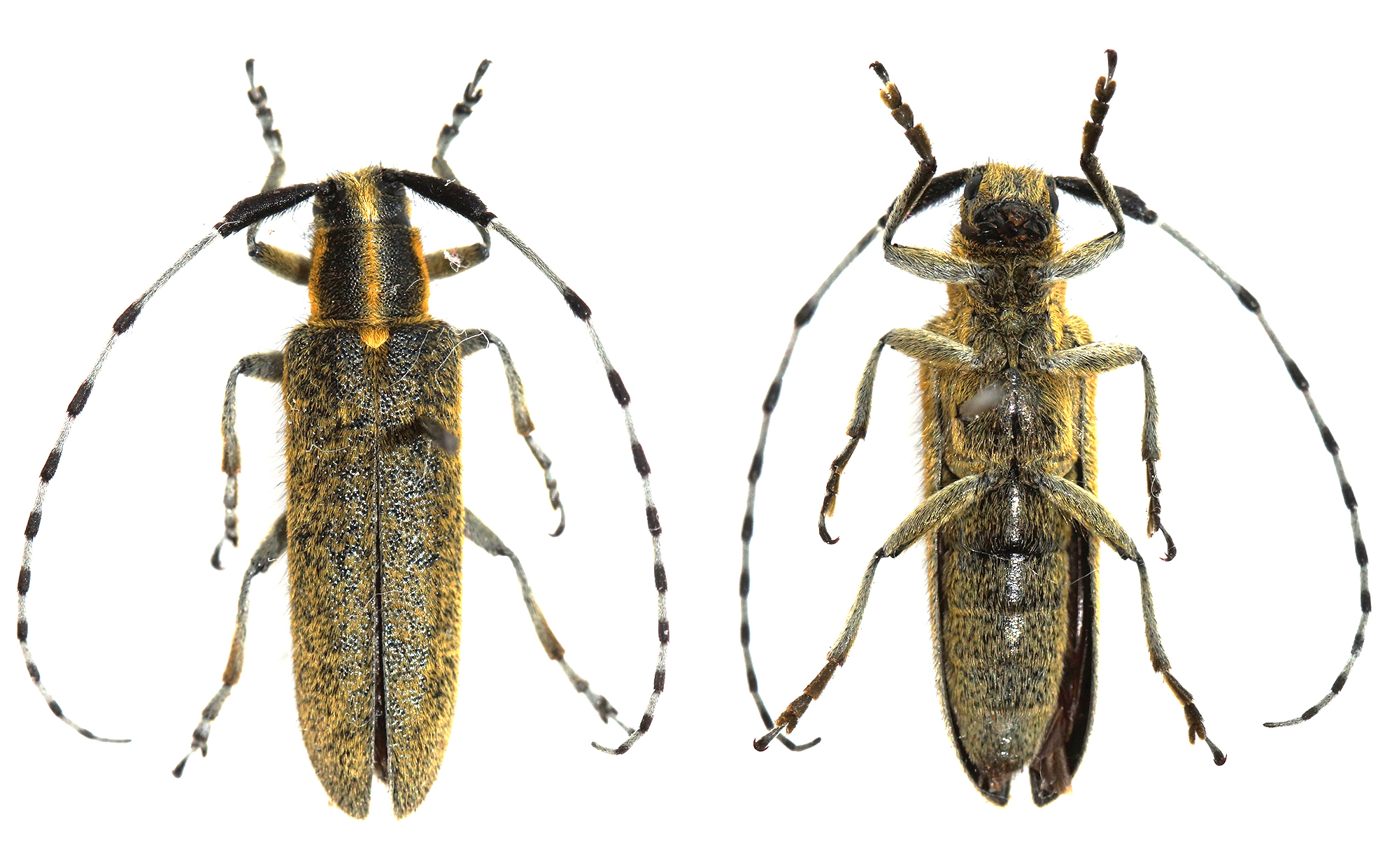
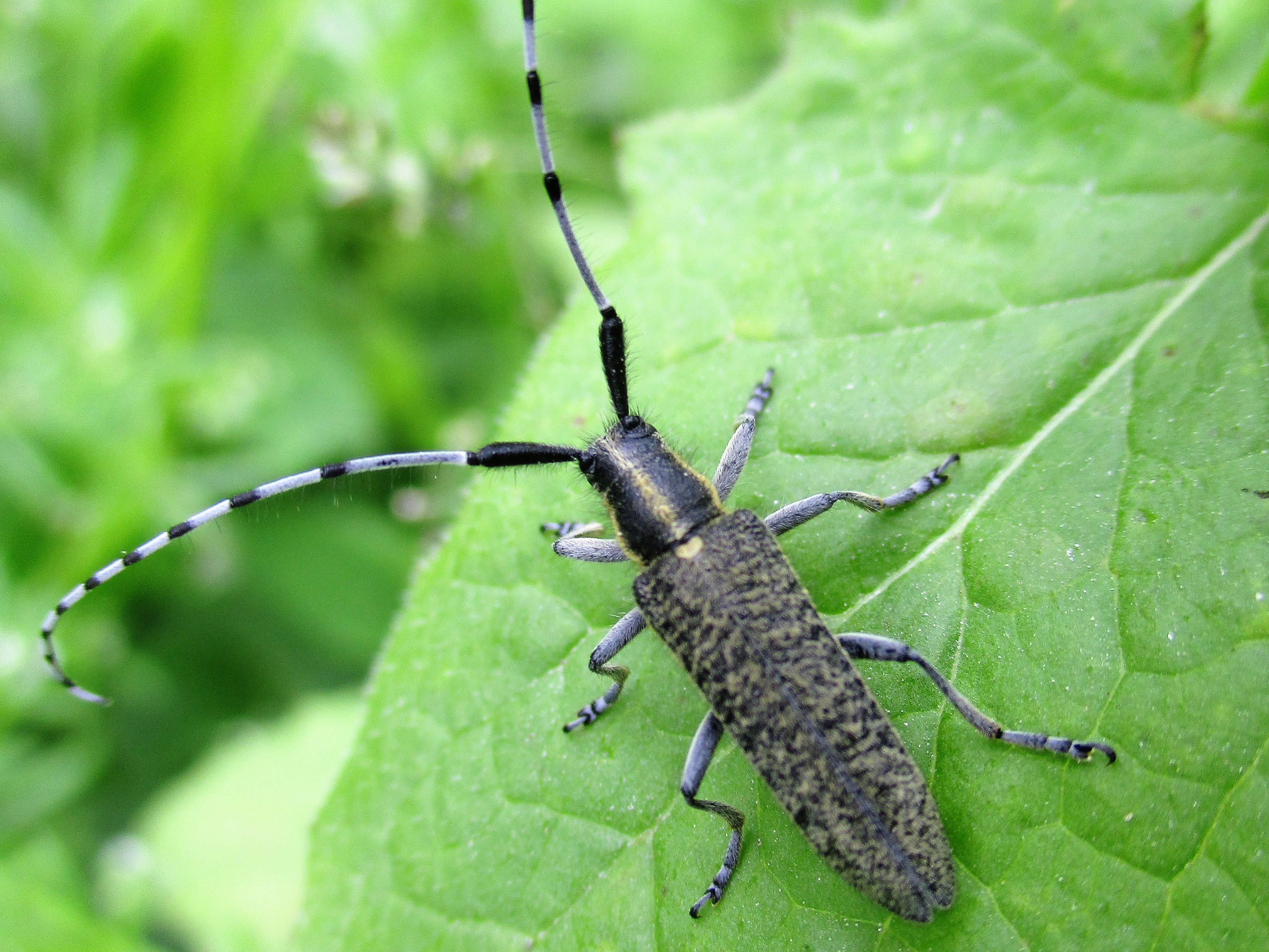
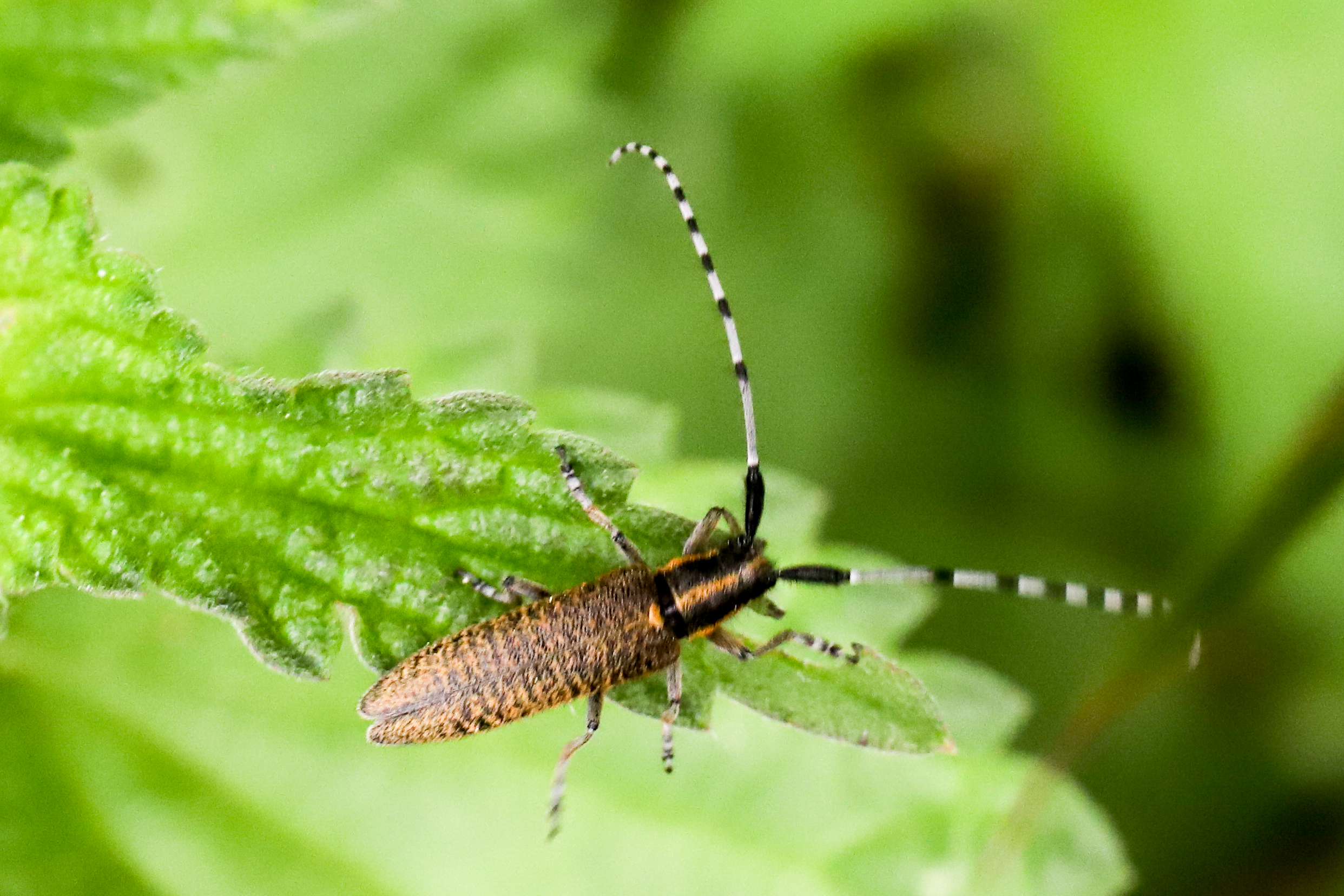
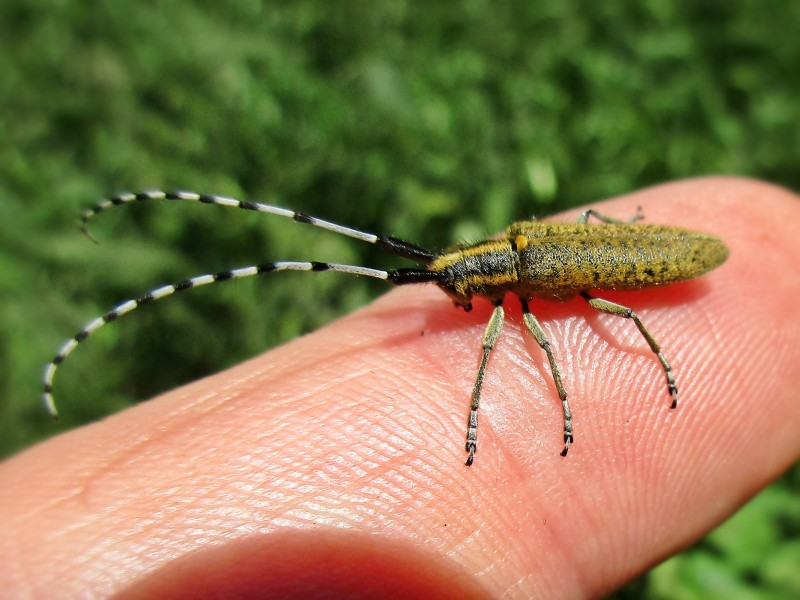
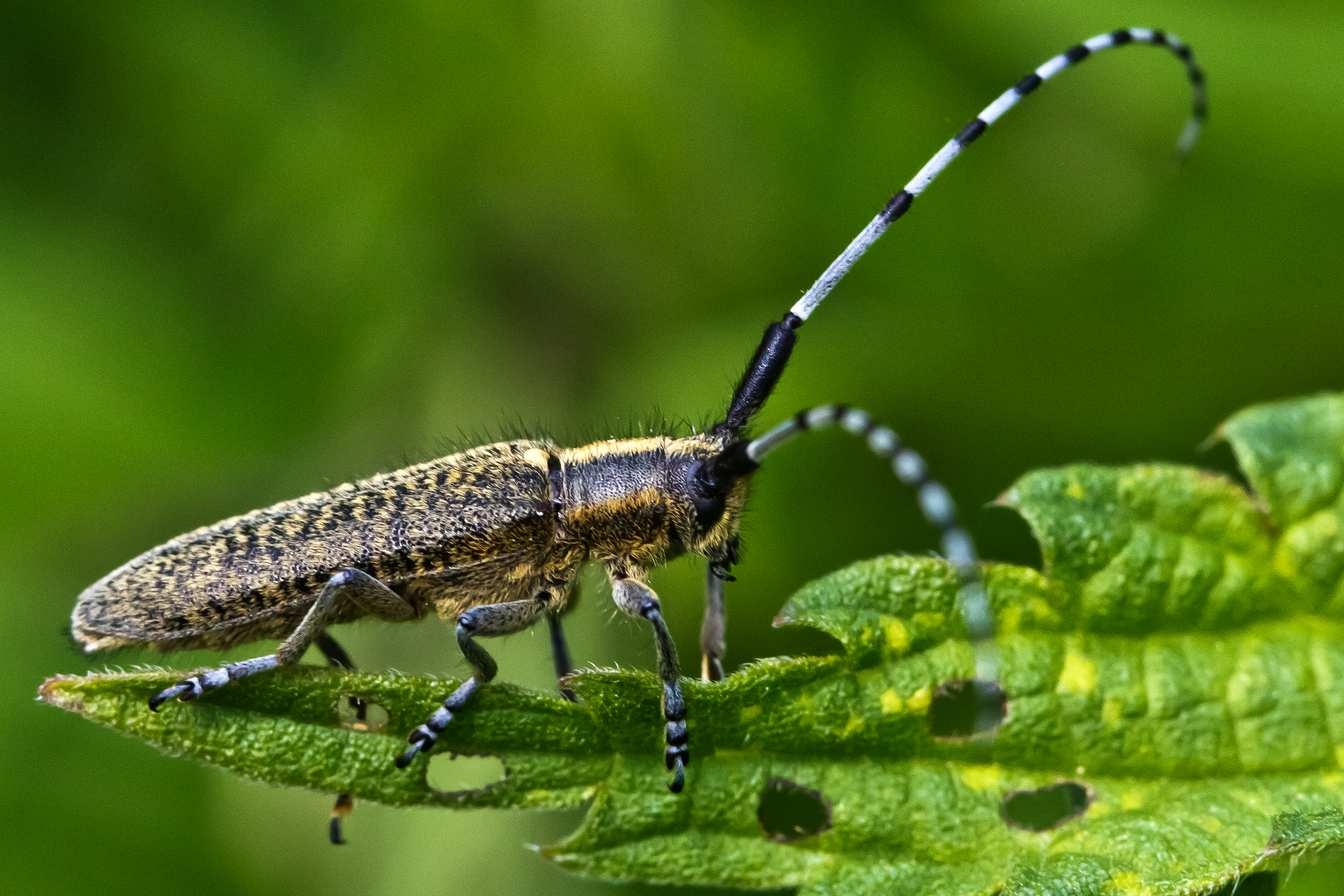

Magyarországon nem védett. 